# Ryōsuke Nunoi
Ryōsuke Nunoi (布井良助?, Nunoi Ryōsuke; Kōbe, 18 gennaio 1909 – Stato di Birmania, 21 luglio 1945) è stato un tennista giapponese.

## Biografi
Nato in una ricca famiglia di Osaka frequentò l'Università di Kobe, durante la seconda guerra mondiale fu impegnato dall'esercito imperiale giapponese nella campagna della Birmania e morì sul campo di battaglia.

## Carriera
Considerato una promessa per il tennis giapponese venne incluso nel 1931, ancora diciannovenne, nella squadra nipponica in tour in Australia. L'anno successivo raggiunse i quarti di finale agli Australian Championships dove si arrese in quattro set a Jack Crawford ma la sua stagione migliore fu quella del 1933 quando raggiunse la finale del doppio a Wimbledon in coppia con Jirō Satō ma vennero sconfitti dai francesi Jean Borotra-Jacques Brugnon. Pochi mesi prima la stessa sfida si era giocata sulla terra del Roland Garros con i moschettieri vincitori nel quarto di finale in cinque set combattuti.
Fece il suo esordio con la squadra giapponese di Coppa Davis nel 1933, durante questa edizione il Giappone si spinse fino alle semifinali dove venne sconfitto 3-2  dall'Australia e Nunoi impegnò in cinque set Jack Crawford e sconfisse Vivian McGrath.